# Lampropedia
Lampropedia es un género de bacterias gramnegativas de la familia Comamonadaceae. Fue descrito en el año 1886. Su etimología hace referencia a hoja plana brillante. Se aisló a partir de muestras de agua contaminadas, y en su descripción inicial se observaron agrupaciones cuadradas entre 8 y 64 células, característica que muestran algunas cepas de Lampropedia hyalina. Son bacterias aerobias y algunas especies son móviles. Se encuentra principalmente en aguas, aunque algunas cepas se han aislado del rumen de animales.